# Too Much Too Young
Too Much Too Young è un album dei The Specials, composto da tracce registrate dal vivo in concerti in Argentina e in Inghilterra, pubblicato nel 1993 dall'EMI Records.

## Tracce
1. Too Much Too Young
2. Enjoy Yourself
3. Man At C&A
4. Rude Boys Outa Jail
5. I Can't Stand It
6. Do The Dog
7. Blank Expression
8. New Era, A
9. Monkey Man
10. Hey Little Rich Girl
11. Pearl's Cafe
12. Little Bitch
13. Rat Race
14. A Message To You Rudy
15. Do Nothing
16. You're Wondering Now